# Tīna Graudiņa
Tīna Laura Graudiņa (Riga, 9 de marzo de 1998) es una deportista letona que compite en voleibol, en la modalidad de playa.
Ganó dos medallas de oro en el Campeonato Europeo de Vóley Playa, en los años 2019 y 2022. Participó en los Juegos Olímpicos de Tokio 2020, ocupando el cuarto lugar en el torneo femenino.

## Carrera
Graudiņa jugó sus primeros torneos con Anastasija Kravčenoka en 2013 y quedó novena en el Campeonato Europeo sub-18 en Maladziechna. En 2014 participó en los torneos satélite de la Confederación Europea de Voleibol (CEV) en Antalya, Montpellier y Stuttgart con Inese Jursone y Marta Ozoliņa. Ganó su primera medalla al terminar tercera en el Campeonato Mundial Sub-19 en Acapulco con Linda Gramberga. En 2015 Graudiņa también participó activamente en el cambio de socios. Después de dos resultados entre los diez primeros en torneos EEVZA, terminó novena con Ozolina en los Juegos Europeos de 2015 en Bakú. En el torneo satélite de Vaduz, ella y Jursone llegaron a la final contra el dúo alemán Mersmann / Schneider. En Riga se proclamó campeona europea sub-18 con Paula Neciporuka en la final contra las austriacas Holzer / Kiss. En el Grand Slam de Olsztyn jugó con Jursone por primera vez en el Circuito Mundial de la FIVB. En 2016, Graudiņa/Neciporuka quedaron novenas en el Mundial Sub-21 de Lucerna. Graudiņa luego completó dos torneos satélites con Kravčenoka y quedó quinta con ella en el Campeonato Europeo sub-20 en Antalya. Graudiņa quedó novena con Neciporuka en el Mundial Sub-19 en Lárnaca, antes de volver a competir con Kravčenoka en el Campeonato Europeo Sub-22 en Salónica y ganar el título con una victoria final contra las polacas Kociołek / Gruszczyńska. También en 2016, jugó como extremo en la selección de voleibol sala de Letonia en el Campeonato Europeo Sub-19, terminando en decimoquinta lugar.

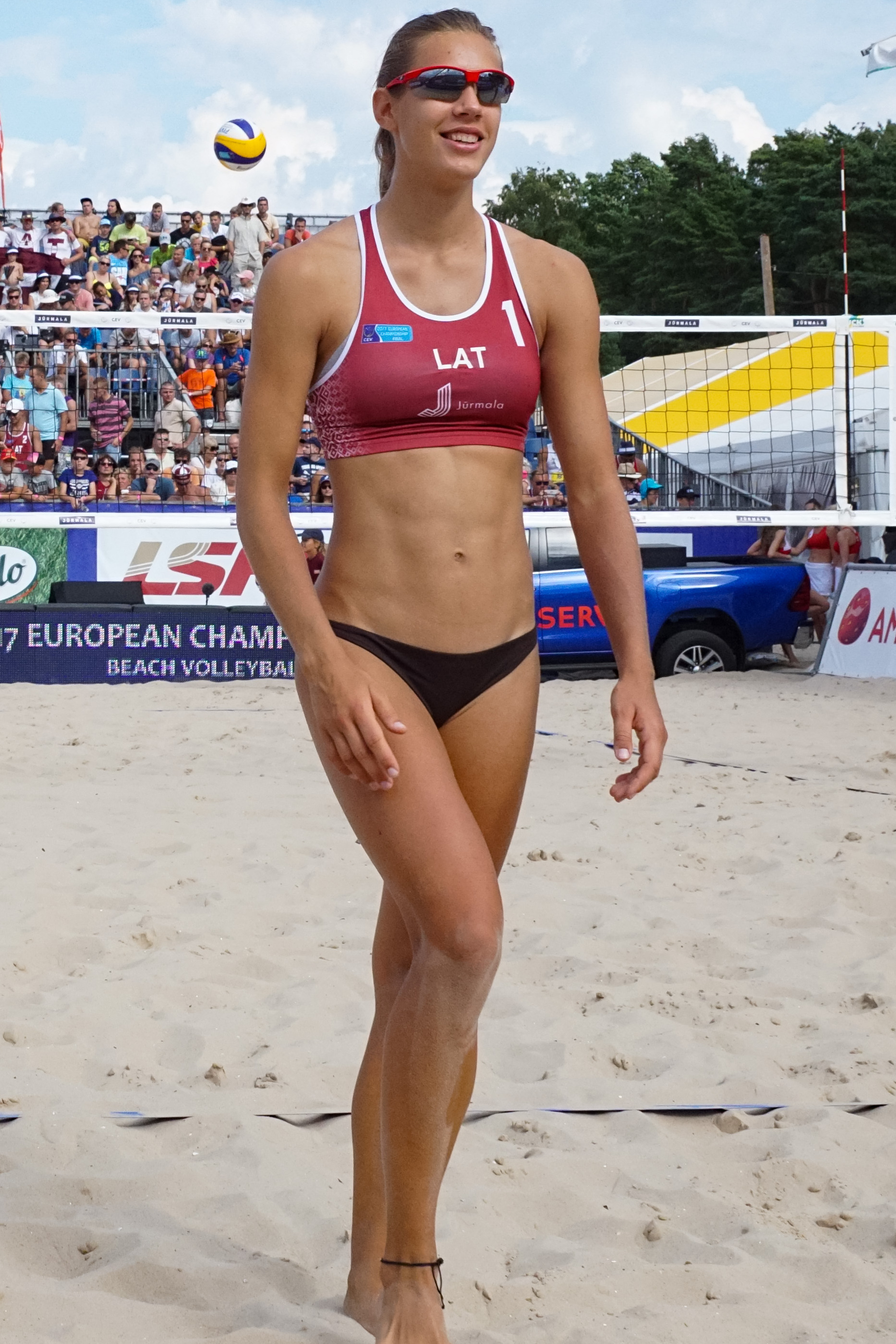
Graudiņa en la final del Campeonato Europeo de Vóley Playa de 2017.

Comenzaron 2017 con un tercer lugar en Koropovo, Ucrania (EEVZA). En Baden quedaron quintas en el Campeonato Europeo sub-22. y novenas en el siguiente CEV Masters. También hubo quintos puestos en el torneo satélite de Laholm y en el Mundial sub-21 de Nankín. En el World Tour 2017, Graudiņa/Kravčenoka jugaron el torneo de cuatro estrellas en Olsztyn, donde fueron eliminadas tempranamente. En los satélites CEV de Vilna y Yantarny, sin embargo, quedaron segundas y quintas. También clasificaron para el Campeonato Europeo en su ciudad natal, Jūrmala. Allí llegaron a cuartos de final sin perder un set, que perdieron ante las alemanas Laboureur / Sude.  Ese mismo año, las dos letonas ganaron el campeonato nacional en su país de origen. En 2019 la dupla Graudiņa/Kravčenoka se proclamó campeona europea en Moscú. En la misma temporada y la siguiente ganaron su segundo y tercer título de campeonato nacional.

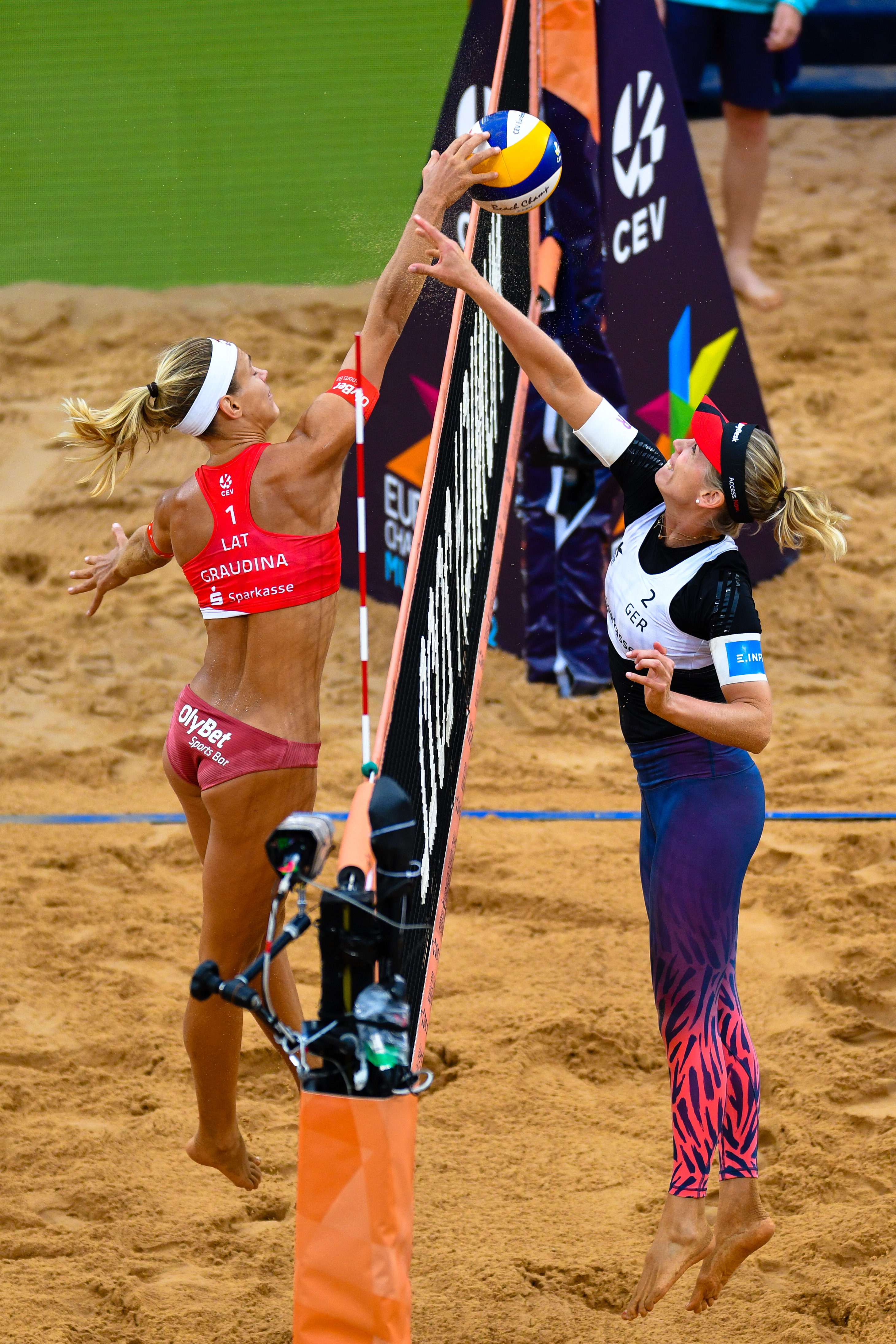
Graudina (izquierda) en duelo en la red con Julia Sude durante el Campeonato Europeo de Vóley Playa de 2022.

Las dos ganaron la medalla de bronce con la selección letona en la Copa de Naciones de Voleibol de Playa de la CEV, tras perder en la pequeña final ante la anfitriona Austria. Poco después, las atletas bálticas pudieron repetir su éxito en el Campeonato Europeo de 2022, derrotando en tres sets en la final en Múnich a las entonces campeonas europeas, las suizas Tanja Hüberli y Nina Brunner. En octubre, Graudina y Samoilova, como se conocía ahora a Kravčenoka de casada, llegaron a la final del torneo Elite16 en París y terminaron séptimas en las Finales del World Tour en Doha a principios de 2023. En la primera competición del nuevo año en la capital catarí llegaron a las semifinales y ganaron la medalla de bronce en el torneo Challenge de Jūrmala. Alcanzaron el noveno lugar en el Campeonato Europeo de Viena y en el Campeonato Mundial de Tlaxcala en 2023. Después de resultados mixtos en el World Pro Tour, ganaron el torneo Challenge en Santa Rosa, Filipinas, en diciembre. Terminaron séptimas en las Finales del World Pro Tour 2023 en Doha.
En marzo de 2024, Graudiņa/Samoilova terminaron cuartas en el torneo Elite16 en Doha y ganaron el torneo Challenge en Recife. En mayo llegaron a la final en el evento equivalente en Stare Jabłonki. En junio ganaron el partido por el tercer puesto en el torneo Elite16 en Ostrava contra la número uno del mundo Ana Patrícia / Duda y se clasificaron para los Juegos Olímpicos de París. Después de volver a ganar el campeonato de Letonia, consiguieron la medalla de bronce en una competición de este tipo por segunda vez consecutiva en Gstaad Elite16.

## Palmarés internacional
| Campeonato Europeo | Campeonato Europeo | Campeonato Europeo | Campeonato Europeo    |
| Año                | Lugar              | Medalla            | Pareja                |
| ------------------ | ------------------ | ------------------ | --------------------- |
| 2019               | Moscú (Rusia)      | Medalla de oro     | Anastasija Kravčenoka |
| 2022               | Múnich (Alemania)  | Medalla de oro     | Anastasija Kravčenoka |